# Kōchi (prefektura)
Kōchi (japanski: kanji (高知県, romaji: Kōchi-ken) je prefektura u današnjem Japanu. 
Nalazi se na južnoj obali otoka Shikokua. Nalazi se u chihō Shikokuu. Poznata je po brojnim rijekama.
Glavni je grad Kōchi.
Organizirana je u 6 okruga i 34 općine. ISO kod za ovu pokrajinu je JP-39.
1. prosinca 2010. u ovoj je prefekturi živjelo 757.914 stanovnika.
Simboli ove prefekture su cvijet planinske breskve (Myrica rubra), drvo japanske kriptomerije (Cryptomeria japonica) i ptica pita (Pitta nympha).